# Α,α-二甲基色胺
α,α-二甲基色胺是一种有机化合物，化学式为C12H16N2，它是二甲基色胺的同分异构体之一。它可由3-(2-甲基-2-硝基丙基)-1H-吲哚在催化下由氢气或水合肼还原制得。它和1-(2,6-二甲基苯氧基)-2,3-环氧丙烷反应，可以得到1-(2,6-二甲基苯氧基)-3-[(2-(1H-吲哚-3-基)-1,1-二甲基乙基)氨基]2-丙醇。